# Chichaoua
Chichaoua (en amazighe : Cicawn ⵛⵉⵛⴰⵡⵏ ; en arabe : شيشاوة) est une ville du Maroc. Elle est le chef-lieu de la province de Chichaoua, dépendant de la région de Marrakech-Safi. Elle est le carrefour, le passage obligé pour aller à Agadir, Imintanoute, Essaouira, Marrakech et Safi.

## Personnalités célèbres
- Gabriel Banon, homme d'affaires et économiste, natif de Casablanca au sein d'une famille originaire de Chichaoua.

### Sources
- (en) Chichaoua sur le site de Falling Rain Genomics, Inc.